# Масягин, Александр Григорьевич
Александр Григорьевич Масягин (род. 1941) — советский разработчик автомобильной и бронетехники.
Член-корреспондент Академии проблем качества по отделению спецтехники и конверсии, имеет 32 авторских свидетельств и патентов на изобретения и промышленные образцы.

## Биография
Родился 16 февраля 1941 года.
Окончил школу с серебряной медалью. Потом учился в нижегородском Автомобильно-дорожном техникуме.
Служил в Советской Армии, прошёл путь от рядового до сержанта. После армии поступил в Горьковский политехнический институт на кафедру вездеходных машин.
Трудовая биография Масягина А. Г. связана с Конструкторско–экспериментальным отделом (КЭО), далее Управление конструкторских и экспериментальных работ (УКЭР) ОАО «ГАЗ», Арзамасским машиностроительным заводом (ОАО «АМЗ») и Военно-инженерным центром (ООО «ВИЦ») Военной промышленной компании (ООО «ВПК»), где он занимался разработкой новых образцов автобронетехники для Российской армии.

## Разработки
При его непосредственном участии и под руководством были разработаны новые поколения машин — колесных и гусеничных бронированных, многоцелевых и конверсионных, проведена глубокая модернизация стоящих на снабжении в Российской армии бронетранспортеров (БТР) и бронированных разведывательно-дозорных машин (БРДМ).
В их числе:
- бронетранспортеры ГАЗ-4905 (БТР-70), ГАЗ-5903 (БТР-80), ГАЗ-59031 (БТР-80К), ГАЗ-59032 (УНШ), ГАЗ-59034 (БТР-80А), ГАЗ-59035 (БРДМ-3), ГАЗ-59036 (НОНА-СВК), ГАЗ-59033 (БРЭМ), ГАЗ-59039 (БММ), ГАЗ-5926 (БТР-80М), модернизированные БТР-60ПБ, БТР-70, БРДМ-2, БТР-90 «Росток»;
- гусеничные транспортеры ГАЗ-34025, ГАЗ-34035, ГАЗ-3932, ГАЗ-3933, ГАЗ-34036, ГАЗ-34039, ГАЗ-3409 «Бобр»;
- гусеничный двухзвенник ГАЗ-3340;
- конверсионные машины гражданского назначения ГАЗ-59037 (плавающий грузовик), ГАЗ-59037А (плавающий автобус), ГАЗ-59401 (машина на комбинированном (железнодорожном) ходу, способная передвигаться по автомобильным дорогам и железнодорожным путям);
- пожарные машины ГАЗ-5903В «Ветлуга», ГАЗ-5903П «Пурга»;
- семейство многоцелевых армейских автомобилей «Водник» и «Тигр»[2].

## Награды
- Награждён орденом «Знак Почета», медалью «За трудовую доблесть».
- Награждён знаком Министерства обороны РФ «За создание бронетанкового вооружения и техники», знаком Федеральной пограничной службы РФ «За заслуги в пограничной службе».
- Звания «Заслуженный конструктор РФ», «Заслуженный автозаводец», «Лучший конструктор объединения».
- Имя Масягина занесено в Книгу Почета «ГАЗ».